# Maciej Zakościelny
Maciej Gracjan Zakościelny (ur. 7 maja 1980 w Stalowej Woli) – polski aktor filmowy, telewizyjny i teatralny.

## Życiorys

### Rodzina i edukacja
Jest synem Zbigniewa i Lucyny Zakościelnych. Matka prowadzi salon kosmetyczny, natomiast ojciec po ukończeniu studiów na wydziale elektroniki Politechniki Warszawskiej rozpoczął pracę w urzędzie komunikacji w Stalowej Woli, a w 1987 wyjechał do Stanów Zjednoczonych w celach zarobkowych. Ma starszego brata Filipa (ur. 25 maja 1978), który jest ekonomistą oraz młodszą o dwa lata siostrę Patrycję i młodszego o 16 lat brata Oskara
Talent muzyczny odziedziczył po rodzicach – matka grała na fortepianie, zaś ojciec śpiewał w chórze, a w 2023 wziął udział w programie The Voice Senior. Uczył się w klasie skrzypiec w Państwowej Szkole Muzycznej im. I.J. Paderewskiego w Stalowej Woli. W młodości wybrał się w podróż do Paryża, gdzie zarabiał na utrzymanie, grając na skrzypcach w metrze.
Dwa razy zdawał do szkoły teatralnej, do 2004 studiował w Akademii Teatralnej w Warszawie, jednak nie uzyskał dyplomu magistra.

### Kariera
Jako aktor zadebiutował rolą Marka Bednarka w serialu Plebania. Później wystąpił jako wspólnik Lipskiego w Sforze, Emil w filmie Na jelenie i Antoni Knapik w serialu Samo życie. Telewidzowie mogli go też oglądać w trzech przedstawieniach Teatru Telewizji: Sesja castingowa, Książę nocy i 1 września. Swoją pierwszą rolę kostiumową, Wramota, zagrał w Starej baśni. W 2004 na łódzkim festiwalu szkół teatralnych otrzymał nagrodę za ruch sceniczny i ekspresję. Następnie dołączył do zespołu Teatru Współczesnego, w którym grał w sztukach: Udając ofiarę i Porucznik z Inishmore.

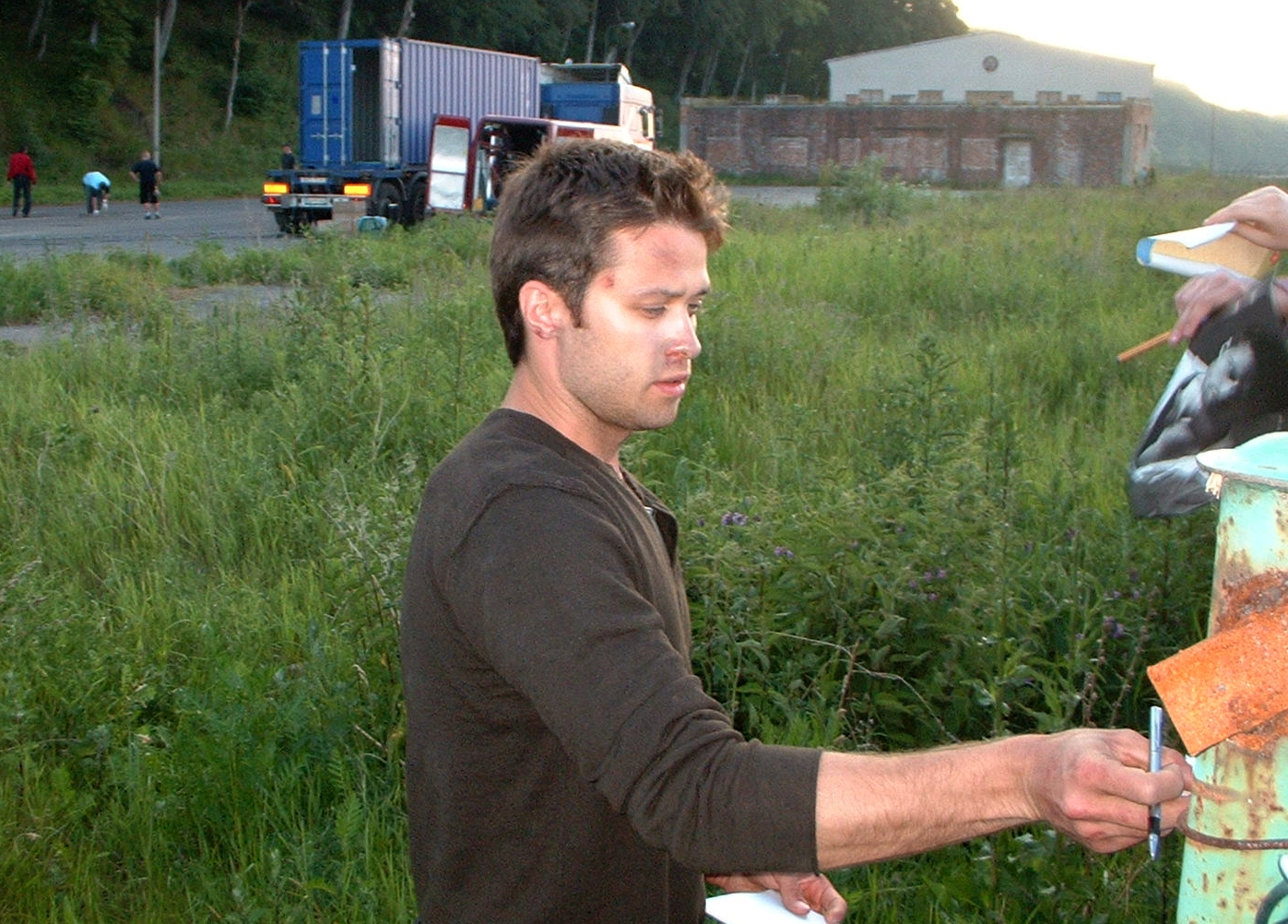
Zakościelny na planie serialu Kryminalni (2006)

Ogólnopolską ropzoznawalność przyniosła mu rola podkom. Marka Brodeckiego w serialu TVN Kryminalni (2004–2008). Zagrał w dwóch komediach romantycznych Ryszarda Zatorskiego: Tylko mnie kochaj (2005) i Dlaczego nie! (2006). Zagrał postać Bronka Woyciechowskiego w serialu TVP2 o Cichociemnych Czas honoru (2008–2014). Za rolę doktora Michała Wolskiego w serialu TVN Diagnoza (2017–2019) był w 2018 nominowany do Telekamery „TeleTygodnia” dla aktora. Wystąpił także w filmach z serii Kogel Mogel. Jest także aktorem dubbingowym, użyczył swojego głosu m.in. postaciom filmowym: tytułowemu bohaterowi Eragona, PI / Pysiowi w Sposobie na rekina, (Stanowi Shunpike’owi) w Harrym Potterze i więźniu Azkabanu i Charliemu Bakerowi w Fałszywej dwunastce, a także Jonseyowi w serialu 6 w pracy i głównemu bohaterowi gry komputerowej Prince of Persia (2008).

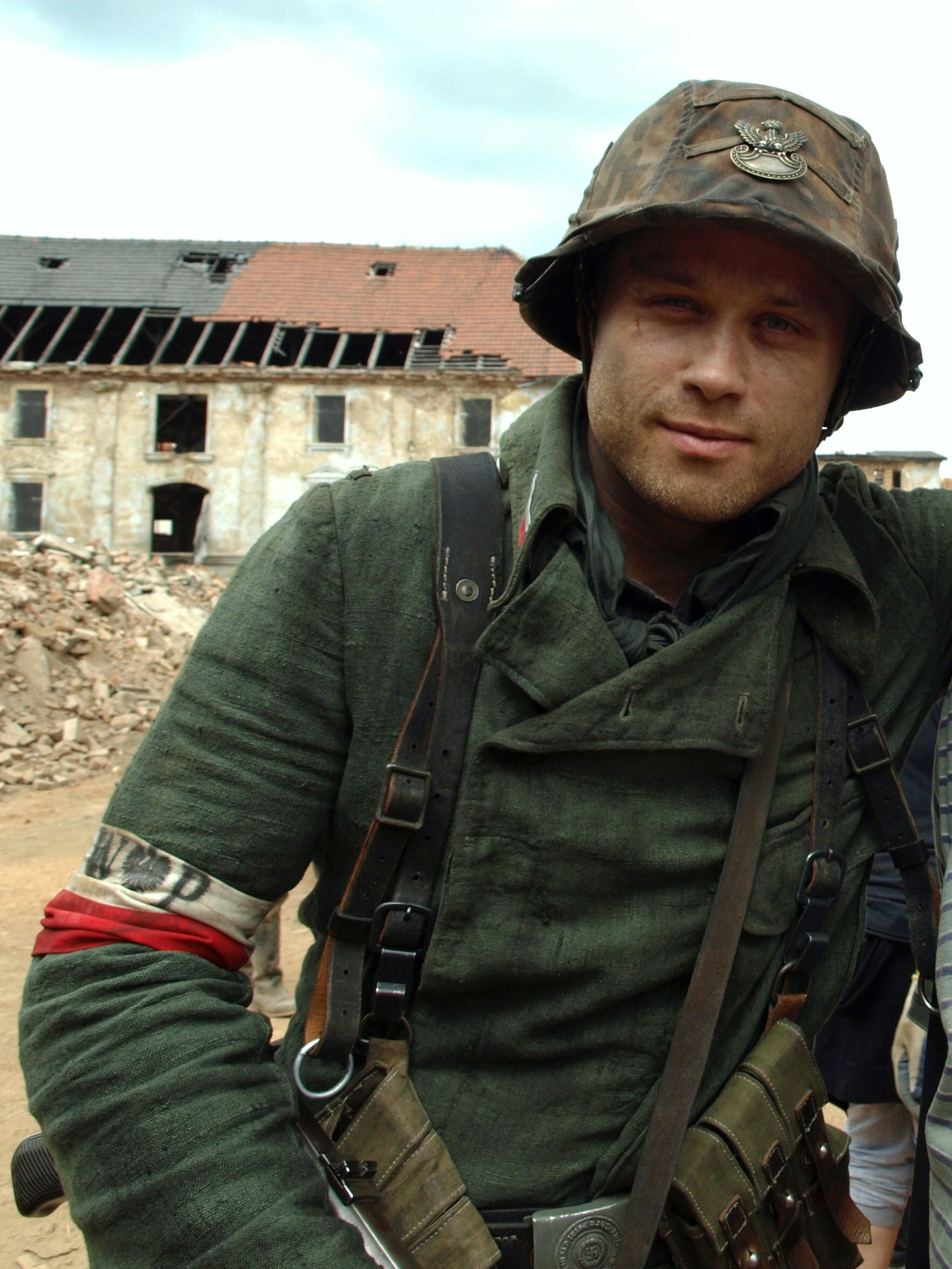
Zakościelny na planie serialu Czas honoru

W 2008 i 2009 występował w spektaklu Śpiewając Jazz w reżyserii Zbigniewa Dzięgiela. W 2011 wystąpił w programie muzycznym TVP2 Tak to leciało!, a wygraną w postaci czeku o wartości 25 tys. zł przekazał fundacji Kaliny Jędrusik „Kalinowe serce”.
Jesienią 2024 wziął udział w 15. edycji programu rozrywkowego Polsatu Dancing with the Stars. Taniec z gwiazdami.

## Życie prywatne
W latach 2006–2008 spotykał się z aktorką Izą Miko, następnie był związany z modelką Dianą Tadjuideen-Pakulską i aktorką Caity Lotz. Od 2014 do końca 2023 pozostawał w nieformalnym związku z modelką Pauliną Wyką, z którą ma dwóch synów, Borysa (ur. 29 czerwca 2016) i Aleksandra (ur. 2018).

## Filmografia

### Filmy
| Rok  | Tytuł                                   | Rola                                        | Uwagi |
| ---- | --------------------------------------- | ------------------------------------------- | ----- |
| 2002 | Na jelenie                              | Emil                                        |       |
| 2003 | Stara baśń. Kiedy słońce było bogiem    | Wramot                                      |       |
| 2005 | Solidarność, Solidarność...             | Janek                                       |       |
| 2006 | Tylko mnie kochaj                       | Michał                                      |       |
| 2007 | Dlaczego nie!                           | Jan                                         |       |
| 2007 | Straż nocna                             | Egremont                                    |       |
| 2008 | Serce na dłoni                          | sekretarz Konstantego                       |       |
| 2015 | Listy do M. 2                           | Robert „Redo” Bartosiewicz                  |       |
| 2016 | 7 rzeczy, których nie wiecie o facetach | Kordian Bachleda-Mostowicz                  |       |
| 2016 | Po prostu przyjaźń                      | Grzesiek                                    |       |
| 2018 | Dywizjon 303. Historia prawdziwa        | Jan „Donald” Zumbach                        |       |
| 2019 | Znajdę cię                              | Łukasz                                      |       |
| 2019 | 1800 gramów                             | mecenas Paweł Raszyński                     |       |
| 2019 | Miszmasz, czyli kogel-mogel 3           | Piotr Wolański                              |       |
| 2020 | Jak zostać gwiazdą?                     | piosenkarz Olo Zawistowski, ojciec „Ostrej” |       |
| 2021 | Koniec świata, czyli kogel-mogel 4      | Piotr Wolański                              |       |
| 2024 | Baby boom, czyli kogel-mogel 5          | Piotr Wolański                              |       |

### Seriale
| Rok       | Tytuł              | Rola                              | Uwagi   |
| --------- | ------------------ | --------------------------------- | ------- |
| 2001–2002 | Plebania           | Marek Bednarek                    |         |
| 2002–2004 | Na dobre i na złe  | Igor Kurowski                     |         |
| 2002      | Samo życie         | Antoni Knapik                     |         |
| 2002      | Sfora              | wspólnik Lipskiego                |         |
| 2002      | Sfora: Bez litości | wspólnik Lipskiego                |         |
| 2004      | Stara baśń         | Wramot                            |         |
| 2004–2008 | Kryminalni         | podkomisarz Marek Brodecki        |         |
| 2008–2014 | Czas honoru        | Bronek Woyciechowski              |         |
| 2012      | Reguły gry         | Adam Morawski, narzeczony Nataszy |         |
| 2012      | Prawo Agaty        | Konrad Nałęcz                     | odc. 24 |
| 2015–2016 | Strażacy           | aspirant Adam Wojnar              |         |
| 2017–2019 | Diagnoza           | dr Michał Wolski                  |         |
| 2020      | Rysa               | Piotr Wasilewski, partner Moniki  |         |

### Teatr TV
- 2002: Sesja Kastingowa
- 2004: Książę nocy – Marek
- 2007: Pierwszy września – Eugeniusz
- 2007: Rodzinne show – Dusty
- 2010: Operacja Reszka – Kazimierz
- 2010: Komedia romantyczna – Marcin Ciamciara
- 2011: Getsemani – Geoff Benzine
- 2017: Marszałek – adiutant Piłsudskiego

### Role teatralne
Teatr Scena prezentacje w Warszawie
- 2004: Czas odnaleziony – Morel

Teatr Współczesny w Warszawie
- 2005: Porucznik z Inishmore – Joey
- 2006: Udając ofiarę – Wierchuszkin
- 2008: To idzie młodość – Kandydat na...

Teatr Na Woli w Warszawie
- 2011: Amazonia – Krzysztof

### Dubbing
- 2000: Bob Budowniczy i niezapomniane święta Bożego Narodzenia
- 2003: Fałszywa dwunastka – Charlie Baker
- 2004: Harry Potter i więzień Azkabanu – Stan Shunpike
- 2006: 6 w pracy – Jonesy
- 2006: Eragon – Eragon
- 2006: Sposób na rekina – PI / Pyś
- 2008: Prince of Persia – książę
- 2016: Fantastyczne zwierzęta i jak je znaleźć – Newt Scamander

## Na jazzowo
- 2008: I edycja Śpiewając Jazz w reżyserii Zbigniewa Dzięgiela (śpiew, skrzypce, gospodarz wieczoru)
- 2009: II edycja Śpiewając Jazz w reżyserii Zbigniewa Dzięgiela (śpiew, skrzypce, bębny, gospodarz wieczoru)

## Odznaczenia
- Odznaczenie Dumni z Powstańców – 2025[11][12]

## Nagrody
- 2004: Nagroda Teresy Nawrot z Reduty Berlin za ruch sceniczny i ekspresję na Festiwalu Szkół Teatralnych w Łodzi.
- 2006: Jetix Kids Awards 2006 – Ulubiony polski aktor/aktorka.
- 2007: Tytuł Najpiękniejszego 2006, przyznany przez dwutygodnik „Viva!”.
- 2008: Tytuł Dżentelmena na ekranie.
- 2011: Ambasador Stalowej Woli[13].

## Reklama
- W 2006 wystąpił w reklamie podróżniczego konkursu Radia Zet, wspólnie z Januszem Weissem i Danutą Stenką.
- W 2007 wystąpił w reklamie Plus Polkomtel.
- W 2018 i 2019 roku wystąpił w reklamie wódki Wyborowa, pomimo zakazu takiej reklamy w Polsce[14][15][16].